# جزایر اسپراتلی
جزایر اسپرتلی (چینی: 南沙群岛; پین‌یین: Nánshā Qúndǎo; مالایی: Kepulauan Spratly; تاگالوگ: Kapuluan ng Kalayaan; ویتنامی: Quần đảo Trường Sa) مجموعه‌ای از ۱۴ جزیره، خرده‌جزیره و آبسنگ در دریای جنوبی چین است. این جزایر در مجموع ۲ کیلومترمربع مساحت خاکی دارند ولی در گستره‌ای به مساحت ۴۲۵٬۰۰۰ کیلومترمربع پراکنده‌اند. مالکیت این جزایر تحت مناقشه است.